# Гьорче Попангелов
Георги (Гьорче, Гьорчо) Попангелов (изписване до 1945 година: Георги Попъ Ангеловъ) е български общественик от Македония.

## Биография
Гьорче Попангелов роден в солунското село Зарово в семейството на възрожденския учител и свещеник Ангел Константинов. Брат е на Димитър Попангелов. В 1919 година емигрира със семейството си в България и се установява в Горна Джумая. Назначен е за председател на Комитета за обществена предвидливост, занимаващ се с проблемите на земеделието, търговията и прехраната. Попангелов многократно е избиран за окръжен и общински съветник. 
Председател е на Македонското братство „Тодор Александров“.
От 1929 до 1932 година Попангелов е председател на Петричкия окръжен съвет. Грижи се за оземляването на бежанците от Вардарска и Егейска Македония, за водоснабдяването, за канализацията и за електрификацията на града. През 1934 година гимназията „Св. св. Кирил и Методий“ е преместена от Горна Джумая в Дупница. Попангелов оглавява граждански комитет за връщането ѝ и пише изложение до министерството на вътрешните работи и народното здраве и гимназията е върната в Горна Джумая.